# Junkers Ju 288
El Junkers Ju 288 va ser un projecte de bombarder alemany dissenyat durant la Segona Guerra Mundial que només va volar en forma de prototip. El primer dels 22 avions de prova previstos va volar el 29 de novembre de 1940.

## Antecedents
El Ju 288 es va desenvolupar com a part del programa "Bomber B" i originalment estava destinat a substituir avions com el Junkers Ju 88, Dornier Do 17 i Heinkel He 111 com a bombarder estàndard. El "Bomber B" hauria de ser capaç de transportar una càrrega de bombes de 4.000 kg a 600 km/h amb un abast de 1500 a 2000 km. No hi va haver producció en sèrie, només es van fabricar 22 prototips. No obstant això, una part del treball de desenvolupament encara es va reutilitzar amb el Junkers Ju 388.

## Disseny i desenvolupament
Desenvolupat a partir del Junkers Ju 88 i, la seva evolució, el Junkers Ju 188 en donar-li més allargada al fuselatge. S'havia d'equipar amb els nous Junkers Jumo 222. Comptava amb una cabina pressuritzada per permetre vols en altitud, una badia de bombes més grossa i tot l’armament defensiu que comprenia una torreta dorsal orientada cap enrere i dues torretes als laterals posteriors del fuselatge s'havia de controlar remotament des d'una posició posterior dins la cabina. El retard en la producció en sèrie dels motors Jumo 222 i les contínues interferències del RLM com el redisseny de la cabina per augmentar nombre de tripulants, augmentar la quantitat de combustible i l'armament defensiu o que es motoritzés amb els motors Damlier Benz 600 van fer abandonar la producció de prototips per dedicar-se al disseny del Junkers Ju388.